# Папа Силвестер
Папа Силвестер (лат. Silverius; 11. новембар 537) је био 58. папа од 1. јуна 536. до 11. новембра 537.